# Bagienna Dolina Narwi
Bagienna Dolina Narwi (PLB200001) – obszar specjalnej ochrony ptaków sieci Natura 2000 w województwie podlaskim o powierzchni 23 471,09 ha.
Bagienna Dolina Narwi obejmuje odcinek doliny Narwi o długości około 58 km i szerokości 0,3–4 km, pomiędzy Surażem a Żółtkami, w obrębie Narwiańskiego Parku Narodowego, oraz przyległe wysoczyzny w granicach prawie pokrywających się z otuliną Parku. Od Suraża po Rzędziany dolina ma charakter sezonowo zalewanej doliny rzecznej, a Narew tworzy wiele koryt o krętym biegu i formuje sieć cieków, zajmujących gdzieniegdzie całą szerokość dna doliny.
Ten odcinek doliny cechuje duża różnorodność siedlisk; występują tu głównie zbiorowiska szuwarowe – z udziałem trzcin (Phragmites), zbiorowiska turzyc (Carex), olsy i zarośla łęgowe z przewagą wierzb. Próby wyprostowania koryta rzeki na odcinku od Rzędzian po Żółtki na przełomie lat 70. i 80. XX w. spowodowały nagłe obniżenie stanów wody w korycie i na terenach przyległych.

## Awifauna
Cały obszar Bagiennej Doliny Narwi, prócz objęcia programem Natura 2000, uznany został przez BirdLife International za ostoję ptaków IBA (o nazwie Marshy Valley of the Narew River) ze względu na obecność wodniczki (Acrocephalus paludicola) oraz skupiska ptaków wodno-błotnych w okresie wędrówek (kryterium C4). Występuje tu co najmniej 28 gatunków ptaków z Załącznika I Dyrektywy Rady 79/409/EWG oraz 10 gatunków z Polskiej Czerwonej Księgi. Prócz tego w okresie lęgowym Bagienną Dolinę Narwi zasiedla co najmniej 1% populacji krajowej (C3 i C6) bączka (PCK), bąka zwyczajnego (PCK), błotniaka stawowego, dubelta (PCK), kraski (PCK), podróżniczka (PCK), rybitwy czarnej, wodniczki (PCK), krwawodzioba, kszyka i rycyka. Ponad 10% polskiej populacji rokitniczki zasiedla tę ostoję.